# Abdoulaye Mamani
Abdoulaye Mamani (* 1932 in Goudoumaria; † 3. Juni 1993 in Niger) war ein nigrischer Schriftsteller und Politiker.

## Leben
Abdoulaye Mamani war der Sohn eines Kleinbauern im Osten der französischen Nigerkolonie. Er begann sich schon in jungen Jahren politisch zu engagieren und war ein Gründungsmitglied der linken Partei Sawaba von Djibo Bakary. 1956 wurde er Abgeordneter im Grand Conseil von Französisch-Westafrika in Accra. 1958 trat er im Wahlkreis Zinder gegen Hamani Diori an und gewann. Der Konservative Hamani Diori, der schärfste Rivale Djibo Bakarys, war eine einflussreiche Persönlichkeit und die Wahl wurde für ungültig erklärt. Noch 1958 verlor die regierende Sawaba-Partei eine Volksabstimmung über die sofortige Unabhängigkeit Nigers und als das Land schließlich 1960 von Frankreich unabhängig wurde, wurde Hamani Diori zu dessen erstem Präsidenten.
Für Djibo Bakary und seine Anhänger war es gefährlich im Land zu bleiben und auch Abdoulaye Mamani verbrachte die Jahre von 1960 bis 1974 im Exil. Bis zum Sturz von Kwame Nkrumah 1966 hielt er sich Ghana auf, reiste weiter nach Guinea und dann nach Mali, wo er bis zum Sturz von Modibo Keïta 1968 blieb. Anschließend erhielt er von Staatschef Houari Boumedienne in Algerien Asyl, wo er sich in der algerischen Front de Libération Nationale engagierte. Er unternahm viele Reisen in andere Länder, unter anderem kam er auf Einladung der Black Panther Party nach Harlem. Mamani war weiterhin für die Sawaba-Partei aktiv. Er leitete das Sawaba-Büro in Algier und war verantwortlich für die Kontrolle über die Sawaba-Rekruten, für den Waffenkauf und die Waffenlieferungen an den Sawaba-Stützpunkt in Ghana. Als politischer Journalist schrieb er unter anderem für syndikalistische Zeitungen wie Talaka. Während seiner Zeit in Algerien erschienen auch seine ersten literarischen Veröffentlichungen. 1972 kamen die Poèmérides heraus, eine Sammlung von 30 autobiografisch gefärbten Gedichten, die der Négritude nahestanden.
1974 setzte Seyni Kountché in einem Putsch Hamani Diori als Staatspräsident ab und Abdoulaye Mamani kehrte noch im selben Jahr nach Niger zurück. Allerdings ließ ihn Kountché aus politischen Gründen bereits 1976 verhaften. Nach seiner Freilassung aus dem Gefängnis veröffentlichte Mamani 1980 sein bekanntestes literarisches Werk, Sarraounia. Der historische Roman schildert den Kampf der Sarraounia gegen die Mission Voulet-Chanoine Ende des 19. Jahrhunderts. Mit Der Kampf der schwarzen Königin entstand 1986 eine Verfilmung unter der Regie von Med Hondo, bei der Mamani auch als Drehbuchautor beteiligt war. In Zinder, wo er nun lebte, war er lange Zeit mit der Gründung eines Museums beschäftigt. Mamani starb bei einem Autounfall auf dem Weg von Zinder nach Niamey, wo er den staatlichen Literaturpreis Prix Boubou Hama entgegennehmen sollte.

## Werke
- als Herausgeber: Anthologie de la poésie de combat 1945–1960. Oswald, Honfleur 1972. – Mit Beiträgen von Louis Aragon, Aimé Césaire, Léon-Gontran Damas, Paul Niger und Guy Tirolien. Das Buch gilt als verschollen.[8]
- Poèmérides. Oswald, Honfleur 1972. – Gedichte.
- Le balai. RFI/ACCT, Paris 1973. – Theaterstück.
- Le fils du griot. DAEC, Paris 1974. – Theaterstück.
- Sarraounia. Le drame de la reine magicienne. L’Harmattan, Paris 1980. – Roman.
- Une nuit au Ténéré. In: Paris – Dakar, autres nouvelles. Souffles, Paris 1987, S. 57–64. – Novelle.
- Oeuvres poétiques: poèmérides, éboniques, préface à l’Anthologie de poésie de combat, prèmiers poèmes. L’Harmattan, Paris 1993. – Postum erschienen.

## Auszeichnungen
- Prix Boubou Hama (1993)